# Харківський вагонобудівний завод
Харківський вагонобудівний завод — завод з ремонту вагонів для потреб залізничного транспорту, розташований в Харкові (Україна).
Завод заснований в 1869 році як Головні вагонні майстерні. В 1929 завод одержує найменування Харківський вагоноремонтний завод.
В перші дні роки Другої світової війни завод випускав бронемайданчики, вагони для перевезення поранених в санітарних потягах. В 1941 році був евакуйований в Анжеро-Судженськ. В листопаді 1943 року, через три місяці після звільнення Харкова, завод знов почав ремонт вагонів.
На 1992 рік завод спеціалізувався на ремонті пасажирських вагонів і випуску запасних частин.